# Message in a Bottle (Zvezdna vrata SG-1)
Message in a Bottle je naslov epizode znanstveno-fantastične serije Zvezdna vrata, v kateri O'Neill in njegovi kolegi med raziskovanjem umrlega planeta najdejo nebesno telo, ki oddaja elektromagnetne signale. Mislijo, da gre za časovno kapsulo, in jo odnesejo skozi zvezdna vrata. Ko se Carterjeva in Daniel lotita testiranja tega čudesa, se le-ta začne segrevati. Ekipa SG-1 se odloči predmet vrniti tja, kjer je njegovo mesto, toda ta ima svoje načrte. Streljati začne puščice, ki prodrejo skozi betonsko steno, tla in strop ter ranijo O'Neilla.